# Denis Šefik
Denis Šefik, kyrillisch Денис Шефик, (* 20. September 1976 in Belgrad, Jugoslawien) ist ein ehemaliger serbischer Wasserball-Torhüter, der mittlerweile die montenegrinische Staatsbürgerschaft angenommen hat und für den montenegrinischen Wasserballverband im Tor steht. Derzeit spielt Denis Šefik in Montenegro bei PVK Budva. Er gilt als einer der besten Torhüter der Welt.

## Nationalmannschaft
Mit der Nationalmannschaft gewann Šefik bei den Weltmeisterschaften drei Medaillen (je eine Gold-, Silber- und Bronzemedaille). Er wurde im Jahr 2001 und 2003 Europameister. In der Weltliga gewann er eine Goldmedaille und eine Bronzemedaille. Er war 95 mal für die serbische Nationalmannschaft tätig (Stand: 31. Dezember 2005). 2006 gewann er mit der serbischen Nationalmannschaft bei der Europameisterschaft in Belgrad die Goldmedaille.

## Erfolge
- Weltmeisterschaft:
  - Gold – 2005
  - Silber – 2003
  - Bronze – 2001
- Europameisterschaft:
  - Gold – 2001, 2003, 2006 (bester Torhüter des Turniers),
- Weltliga:
  - Bronze – 2002
  - Gold – 2005
- Olympische Spiele:
  - Silber – 2004 (bester Torhüter des Turniers)
  - Bronze – 2008